# Szójabab
A szójabab (Glycine max) vagy egyszerűen szója, Kelet-Ázsiában honos, a hüvelyesek családjába tartozó lágyszárú, egynyári haszonnövény. Neve a japán sóju (醤油, しょうゆ) – szójaszósz jelentésű szóból ered. Az Élelmezésügyi és Mezőgazdasági Világszervezet azonban nem a hüvelyesek, hanem az olajos magvak közé sorolja, mert ez a legfontosabb olajnövény. A világ mezőgazdasági termelőterületének 6%-át vetik be vele, amelyen 2010-ben 265 millió tonna termett.
A szójabab körülbelül 18% olajat és 35% fehérjét tartalmaz. A kipréselt olaj 95%-át étolajnak dolgozzák fel. Az olajtalanított szárazanyag 98%-át az állattenyésztés használja fel takarmányozási célra. Lábasjószágok élelmezése mellett a iparszerű haltenyésztés alaptakarmánya is. Csupán a szójabab 2%-a kerül emberi fogyasztásra.
A szója szalmáját is hasznosítják: takarmány, takarmányadalék, alom, tüzelőanyag vagy ipari rostanyag lesz belőle.

## Rendszertani besorolása
A termesztett szója, mint önálló faj először Linné Species Plantarum című könyvében lett publikálva Phaseolus max név alatt. 1917-ben, Elmer Drew Merill amerikai botanikus által javasolt "Glycine max (L.) Merr." formában nyerte el a jelenlegi nevét. A szójabab őse a vad szója (Glycine soja), vadon nő Kínában, Japánban, Koreában, Tajvanon és Oroszországban. Mint több más régen háziasított növény esetében, a modern szója és a vadon termő fajok közötti kapcsolatot már nem lehet minden bizonyossággal megállapítani.

## Felépítése, megjelenése
A bokorbabra emlékeztető megjelenésű, kultivártól (termesztett fajtától) függően igen változatos, 20–200 cm magasra növő, dudvás szárú, egynyári növény. Szára az alsó harmadban erősen elágazik. Karógyökere 1,5–2 m mélyre hatol le a talajba, de az oldalelágazások és a hajszálgyökerek zöme a talaj felső, 20–30 cm-es rétegében található.
A szára, levele, és termése finom, barna szőrrel borított. A levél alakja fajtánként változó, kerek tojásdadtól a keskeny lándzsásig terjedhet. Az elsődleges levelek még egyszerűek, a későbbiek viszont már hármasán összetettek.
Jelentéktelen, önbeporzó, laza fürtvirágzata a levelek hónaljában foglal helyet, amelynek színe lila, rózsaszín vagy fehér.
Hüvelytermése 3-5, belül szivacsos hüvelyből álló csoportokat alkot, amelyek 3–8 cm hosszúságúak, és amelyekben 2-4 magnál ritkán található több.
Magja a veteménybabhoz hasonlóan lapított, és igen változatos színű lehet. A maghéj kemény, sérülésre igen érzékeny, a sérült mag nem csírázik ki.

## Termesztése
A szója egy fontos növény, amely számos országban termesztik világszerte. 2021-ben a szóját 100 országban termesztették, és az éves termés mennyisége meghaladta a 375 millió tonnát.
A világ legnagyobb szója termelői közé tartozik Brazília, az Egyesült Államok, Argentína, Kína és India. Ezek az országok a 2021-es termelésük alapján az első öt helyen álltak. 2021-ben Brazília és az Egyesült Államok az éves termés több mint felét (68%) adták a világ szója termelésének. 
A szója fontos haszonnövény, takarmányozásra, kisebb részben emberi fogyasztásra és az iparban is használják. A szója jelentősége különösen a második világháború alatt nőtt meg, mind Európában, mind Észak-Amerikában, mint proteinben gazdag élelmiszerek helyettesítője és mint növényi olaj. A GATT 1960-61-es Dillon-i fordulóján az Egyesült Államok elérte, hogy vámmentesen szállíthasson az európai piacra. Nem meglepő módon, ebben az évtizedben az USA uralta a növény piacát, több mint 90%-os részesedéssel.
A szójabab ideálisan meleg környezetben 20–30 Celsius-fok közötti középhőmérsékletű helyeken nő. A brazíliai termesztés következtében egyes környezetvédő csoportok, mint a Greenpeace vagy a WWF szerint az amazóniai esőerdők komoly károkat szenvedtek.

### Szója termesztése Magyarországon
Magyarországi termesztéséről FAO adatok 1961-től állnak rendelkezésre, amikor is 616 tonna termett. A következő évben 3361 tonnára ugrott a termés, ahonnan 1969-ig lassan 300 tonnára esett vissza. 1970-72 között nem áll rendelkezésre adat, majd 1970-75 FAO becslései, és nem hivatalos adatai után 1976-77 években már 40 ezer tonna feletti a termés. Stagnálás-lassú emelkedés jellemzi a 70-es évek végét, 80-as évek elejét, jellemzően 50 ezer tonnás termés körül. Ezt két kiugró év -1988-ban 105 ezer tonna, 1989-ben 118 ezer tonna- követi, amely után a rendszerváltásnak betudható szakadás és mélyrepülés jön. A mélypont 1994-95, 20 ezer tonna alatti terméssel. Innen áll fel lassan az ágazat, 2005-től 80 ezer tonna körüli termés jellemző az országra.
2011-ben 39 ezer hektáron termesztettek szóját, az országos termésátlag 2.357 t/ha volt. A magyar szója garantáltan GM-mentes, ez versenyelőnyt jelenthet, mert a világ nagy szójatermesztői szinte mind genetikailag módosított fajtákat termesztenek.
A 2015. évi 77.569 hektárra emelkedett vetésterület, az azt követő években 60.000 hektár köröl stagnált. 
A modern genetikáknak, a szója jövedelemtermelő képességének és a stabilabb értékesíthetőségének köszönhetően a szója vetésterülete 2024-re történelmi magasságokba emelkedett Magyarországon. Vetésterülete hazánkban elérte a 111.784 hektárt, ezzel Európában a legnagyobb mértékű vetésterület emelkedést produkálta.

## Szója mint emberi táplálék

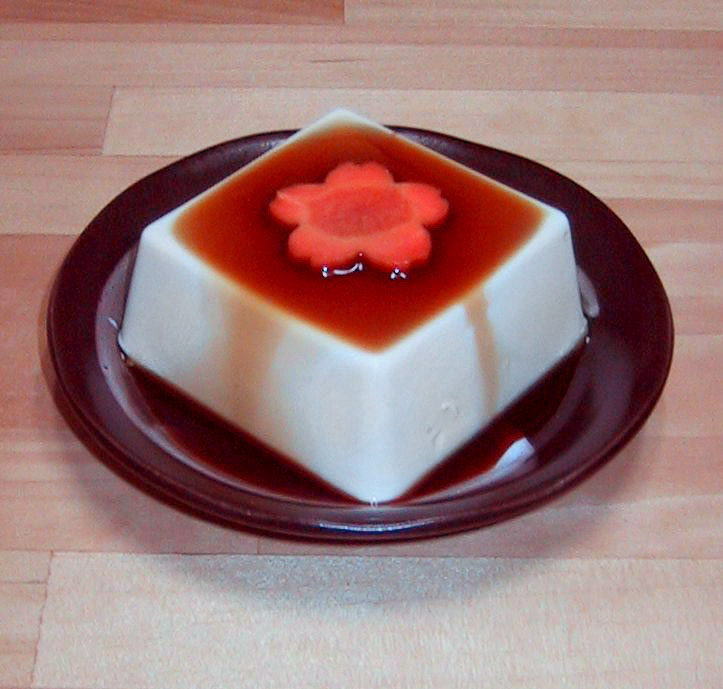
Tofu szójaszósszal, és répából kivágott, cseresznyevirág alakú díszítéssel.

| Energiatartalom          | 446 kcal / 1866 kJ | Fehérje                        | 36,5 g   | Szénhidrát                      | 30,16 g  |
| Zsírtartalom             | 19,94 g            | Rost                           | 9,3 g    | Víz                             | 8,54 g   |
| Telített zsírsav         | 2,884 g            | egyszeresen telítetlen zsírsav | 4,4 g    | többszörösen telítetlen zsírsav | 11,26 g  |
| Magnézium                | 280 mg             | Kalcium                        | 277 mg   | Vas                             | 15,7 mg  |
| Kálium                   | 1797 mg            | Cink                           | 4,89 mg  | Foszfor                         | 704 mg   |
| Pantoténsav (B5-vitamin) | 0,793 mg           | Piridoxin (B6-vitamin)         | 0,377 mg | Folsav (B9-vitamin)             | 375 µg   |
| Tiamin (B1-vitamin)      | 0,874 mg           | Riboflavin (B2-vitamin)        | 0,87 mg  | Niacin (B3-vitamin)             | 1,623 mg |
| C-vitamin                | 6 mg               | Tokoferol (E-vitamin)          | 0,85 mg  | Fillokinon (K1-vitamin)         | 47 µg    |
| Aminosav-összetétel      |                    |                                |          |                                 |          |
| Alanin                   | 1,915 g            | Arginin                        | 3,153 g  | Aszparaginsav                   | 5,112 g  |
| Cisztein                 | 0,655 g            | Glutaminsav                    | 7,874 g  | Glicin                          | 1,880 g  |
| Hisztidin                | 1,097 g            | Izoleucin                      | 1,971 g  | Leucin                          | 3,309 g  |
| Lizin                    | 2,706 g            | Metionin                       | 0,547 g  | Fenil-alanin                    | 2,122 g  |
| Prolin                   | 2,379 g            | Szerin                         | 2,357 g  | Treonin                         | 1,766 g  |
| Triptofán                | 0,591 g            | Tirozin                        | 1,539 g  | Valin                           | 2,029 g  |

### Szójaolaj
100 g szójaolaj 16 g telített, 23 g egyszeresen, és 58 g többszörösen telítetlen zsírsavat tartalmaz. A zsírsavak összetétele a következő: 7–10% linolénsav (C-18:3); 51% linolsav (C-18:2); és 23% olajsav (C-18:1), 4% sztearinsav és 10% palmitinsav.

### Tofu és származékai

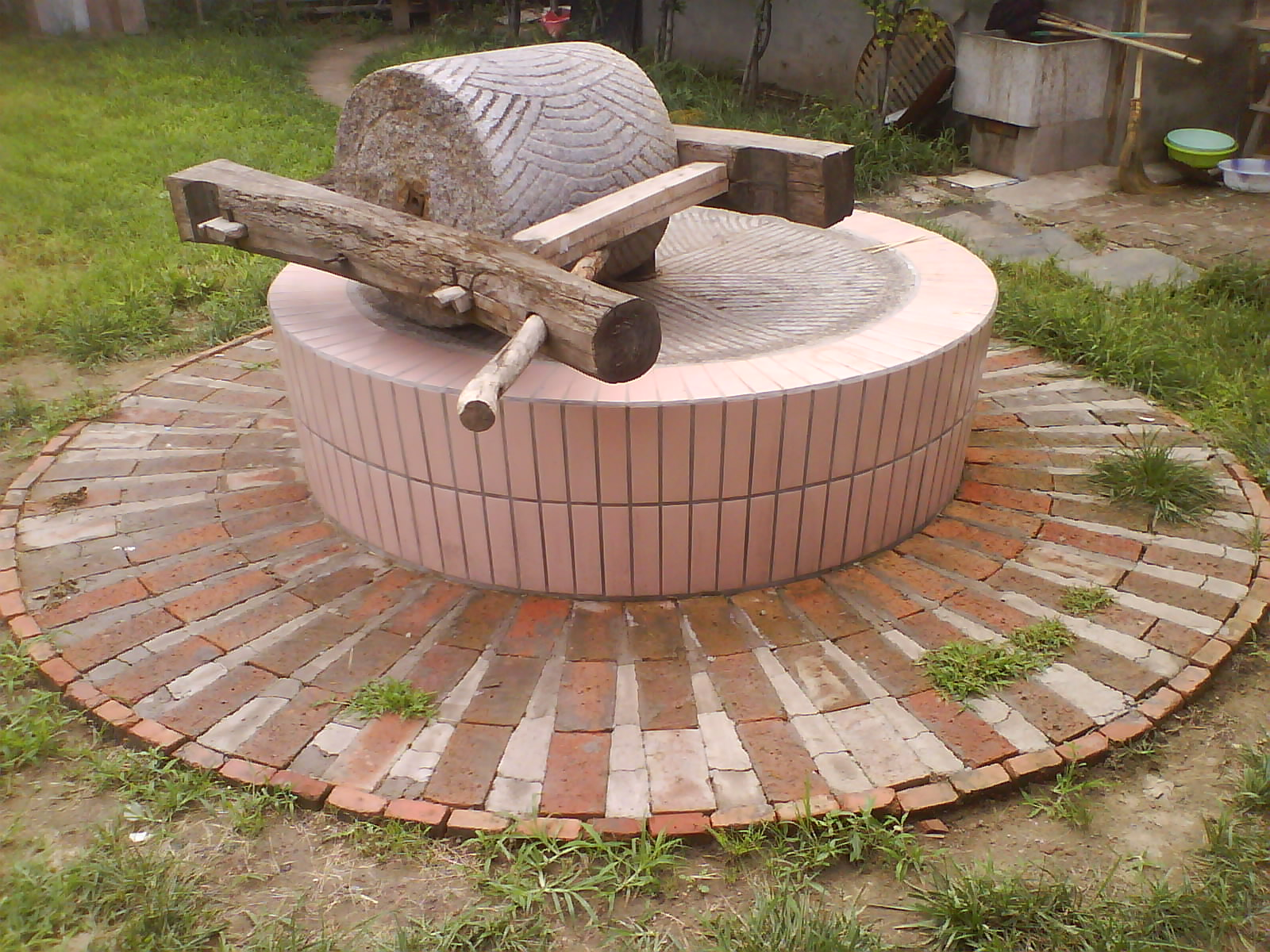
Muzeális szójabab zúzó, Kína

A szójatejet (szójaitalt) szójabab beáztatásával, összezúzásával, forralásával és leszűrésével állítják elő. Hasonló az összetétele, mint a tehéntejnek: 3,5% fehérje, 2% zsír, 2,9% szénhidrát.
A tofut szójatej koagulációjával és a kicsapódott „túró” összenyomásával készítik. Sajtra emlékeztet, ezért hívják szójasajtnak is. A szójatej forralásakor a felszínén – a tehéntejhez hasonlóan – hártya képződik. Ezt összegyűjtve és megszárítva kapjuk a tofukérget.

### Szójaliszt
Zsírtalanított, finomra őrölt szójabab. Létezik zsírtartalmú változata is.

### Szójaszósz
Megfőzött szójababot, pörkölt, zúzott gabonát Aspergillus törzsek vagy Saccharomyces cerevisiae jelenlétében fermentálnak, majd telített sósvíz hozzáadása után érni hagynak. Érlelés után a kész szószt a szilárd mellékterméktől szűréssel elválasztják. A keleti konyha nélkülözhetetlen kelléke, szinte nincs olyan étel, amihez ne használnák fel, vagy a főzés során, vagy az ízesítésnél.

### Tempeh

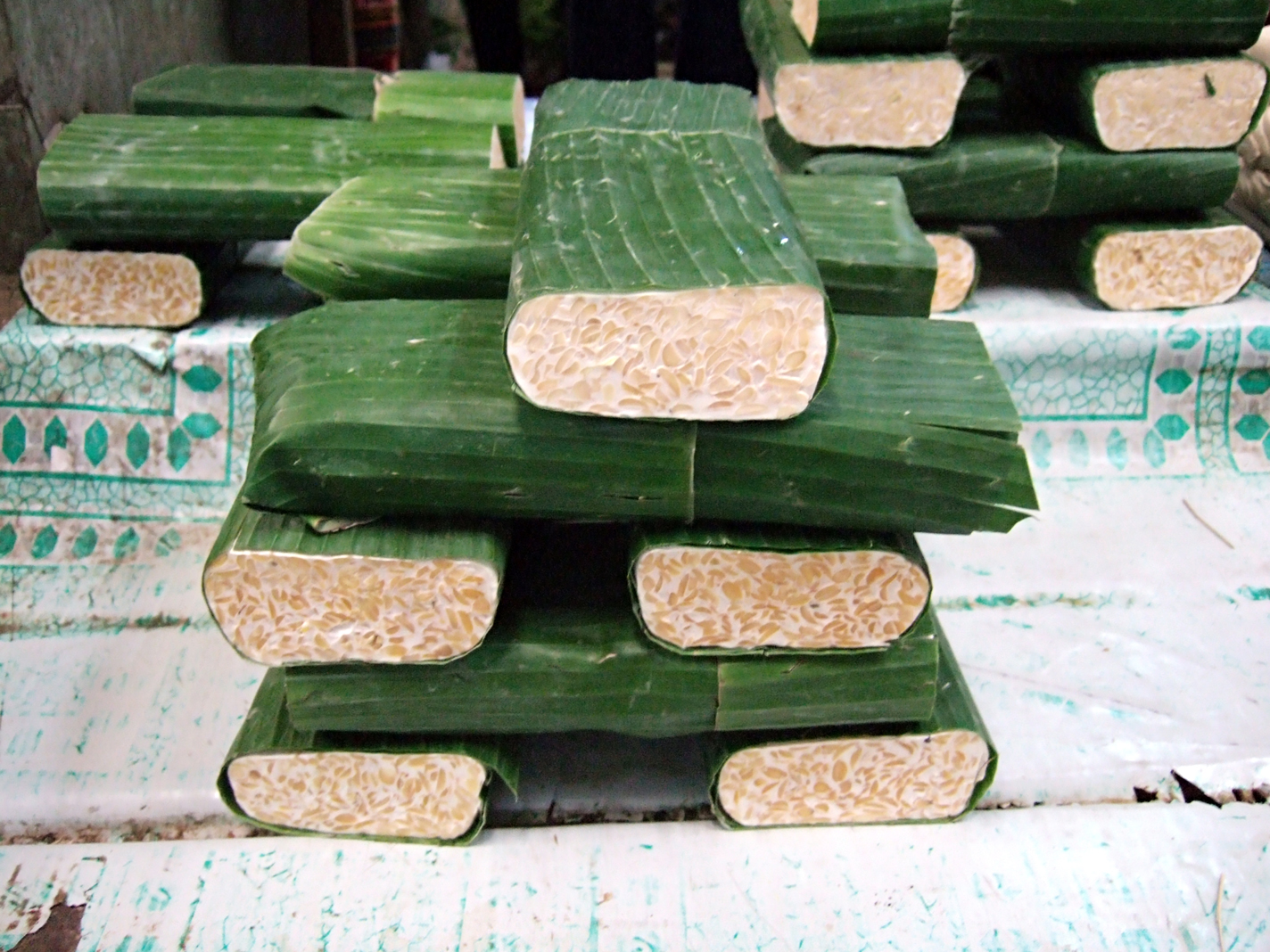
Friss, banánlevélbe csomagolt tempeh egy dzsakartai piacon

Tradicionális indonéz élelmiszer, amelyet a tofukészítéshez hasonló fermentációs eljárással állítanak elő. Lényeges különbség, hogy a teljes babból indulnak ki. Ezt egy napig hideg vízben áztatják, majd 5-10 percig főzik. A főzővíz leöntése után újabb 24 órás áztatás következtetik, majd a levált héjat eltávolítják. Ezt 30 perces sterilizálás, gőzölés követi. Ezután beoltják Rhizopus oligosporus gombával, és 24-36 órán át 30 °C-on kiterítve állni hagyják, mialatt a fehér gombafonalak teljesen átjárják, benövik. Ezután hagyományosan banánlevelekbe csomagolva árusítják.

## Egyéb ipari felhasználása
Az olajának felhasználása a kozmetikumok, szappanok, piperecikkek alapanyagától a biodízel üzemanyagon át a festékhigítókig és műanyagokig terjed. A természetes gyertyagyártás egyik fontos alapanyaga a szójaviasz, melyet ugyancsak a szójababból nyernek. Textilipari hasznosítása is ismert, fehérje alapanyagú mesterséges szálasanyagot állítanak elő a feldolgozása során visszamaradó hulladékból.

## A magok összetétele
A szójabab tömegének kb. 60%-át olajok és fehérjék alkotják, a maradék körülbelül 35%-ban tartalmaz szénhidrátot és 5% szervetlen anyagot. A szójafehérjék nagyobb része hőálló fehérje.
A fő szénhidrátok az érett babban a diszacharid szacharóz (2,5–8,2%), a triszacharid raffinóz (0,1–1,0%), és a tetraszacharid sztachióz (1,4–4,1%). A vízkötő tulajdonságú raffinóz és sztachióz védi a babokat a kiszáradástól. Ezek ember számára nem emészthető cukrok, amelyeket a vastagbél baktériumflórája emészt meg, és hasonlóan a babhoz, lencséhez, borsóhoz, flatulenciát és hasi diszkomfortérzést okozhatnak. A szója oldhatatlan szénhidrátjai poliszacharid rostanyagok: cellulóz, hemicellulóz, és pektin. A szójabab jelentős mennyiségű izoflavont, genisteint és daidzeint is tartalmaz, amelyek fitoösztrogén molekulák. Ezenfelül említésre méltó a fitinsav tartalma.

## Vita a génkezelésről

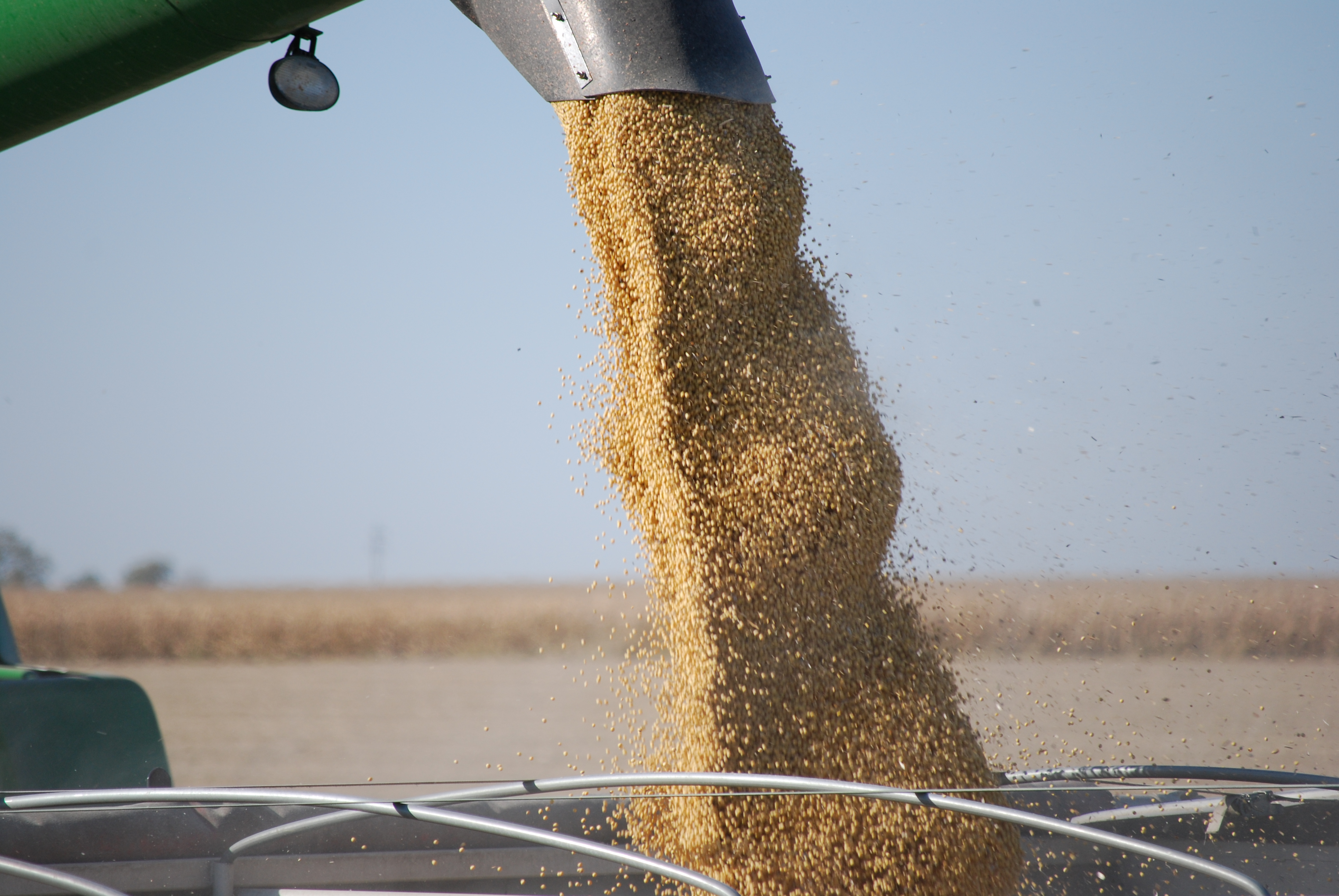
Szója aratása

A szójabab az egyik olyan növény, mely tekintetében különösen fontos a génmódosítás kérdése. A folyamatot a Monsanto által először az Egyesült Államokban Roundup Ready Soybean néven piacra dobott fajta (más néven: GTS 40-3-2 vagy MON-Ø4Ø32-6) nyitotta meg 1994-ben, mely rezisztens a cég által Roundup márkanév alatt forgalmazott glifozát növényvédő szerre. Mára az amerikai kontinensen termelt szója nagy része génkezelt. Akárcsak más glifozát-rezisztens növények esetében felmerült, hogy a génmódosított növények csökkentik a biodiverzitást. Egy 2003-as kutatás szerint a biodiverzitás ugyan nem csökkent lényegesen, ám néhány vállalat esetében az elit termés tekintetében a diverzitás korlátozott volt.
A génmódosított növényekkel szemben tartózkodó és bevizsgálásokat megkövetelő EU-ba nehéz volt e növényeket exportálni és a keresztbeporzás is okozott problémákat. Ennek megfelelően több szállítmányt is visszafordítottak, ugyanakkor a nem génkezelt szója ára jelentősen növekedett.
2006-ban az Egyesült Államok Mezőgazdasági Minisztériuma egy tanulmányt készíttetett a GM-növények gazdasági hatásáról. A tanulmány szerint szója esetében a használt növényvédőszerek mennyisége 1995-2002 között nem változott, míg kukorica és gyapot esetében számottevő csökkenés figyelhető meg. Összességében mintegy 310 millió dollár profitot hozott a génkezelt növények bevezetése, ám ennek nagy részét a magkereskedők (40%) és a biotech cégek (28%) fölözték le, míg a gazdák (20%) csak szerény méretekben részesültek a haszonból. A tanulmány megállapítja, hogy a génkezelt haszonnövények közül a szója elterjedése volt a legdinamikusabb, és 2005-re elérte a teljes vetésterület 87%-át.

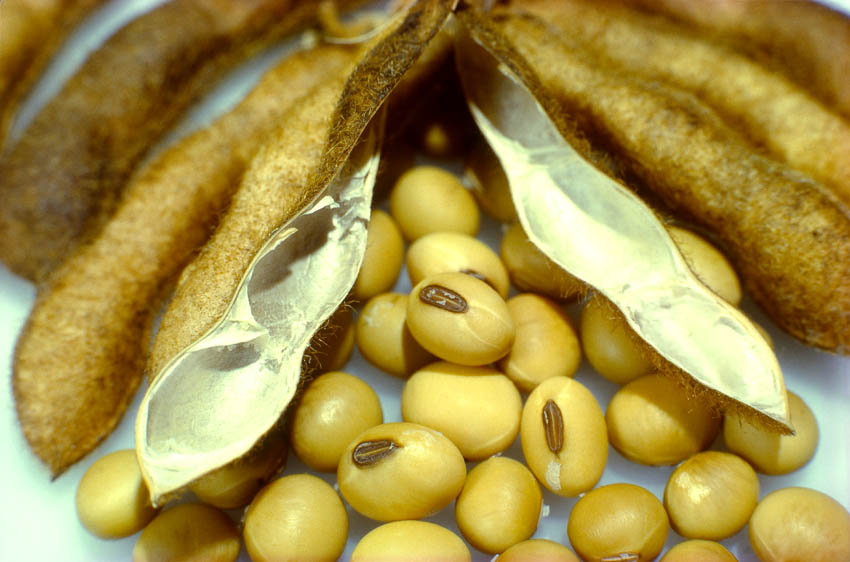
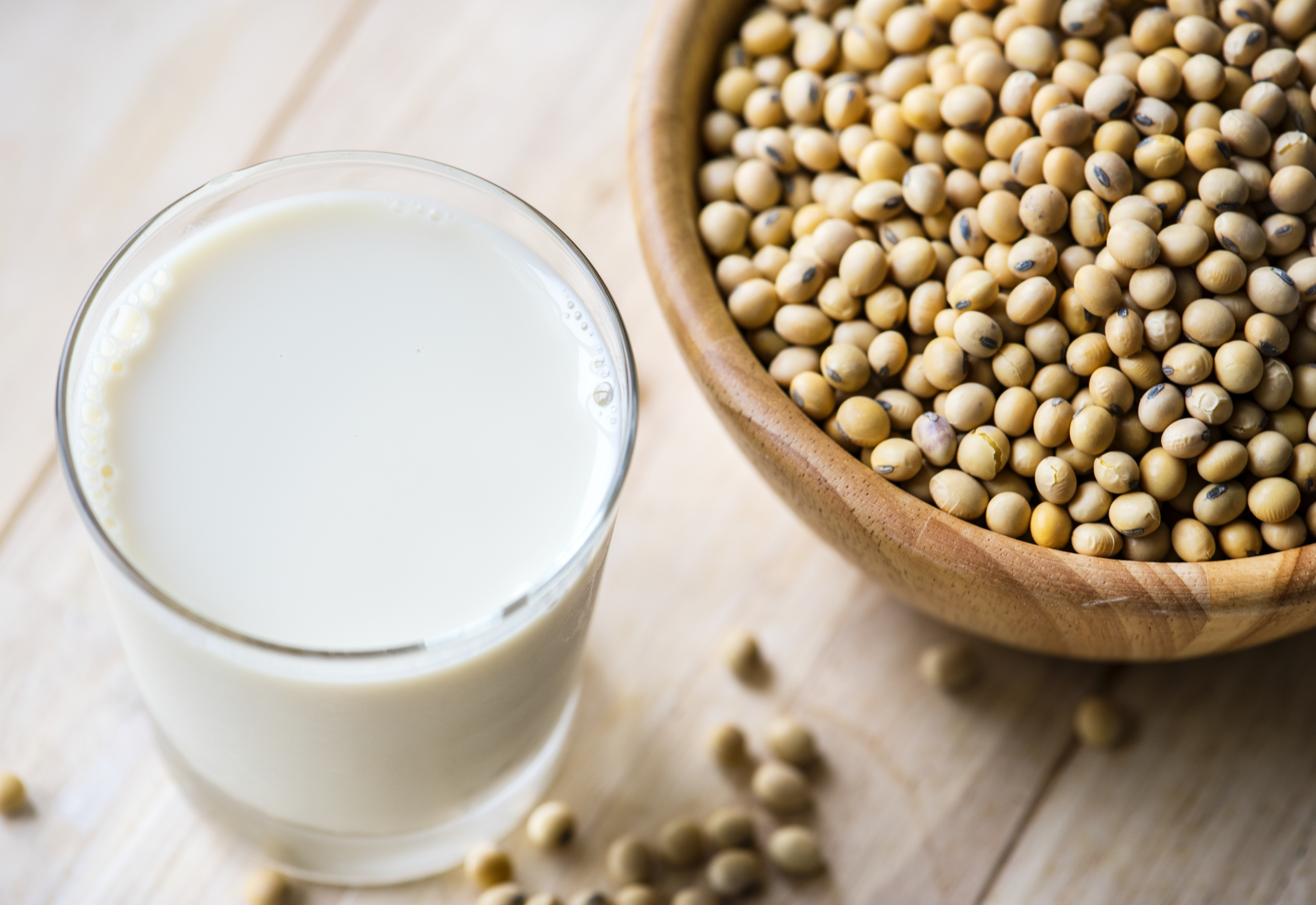
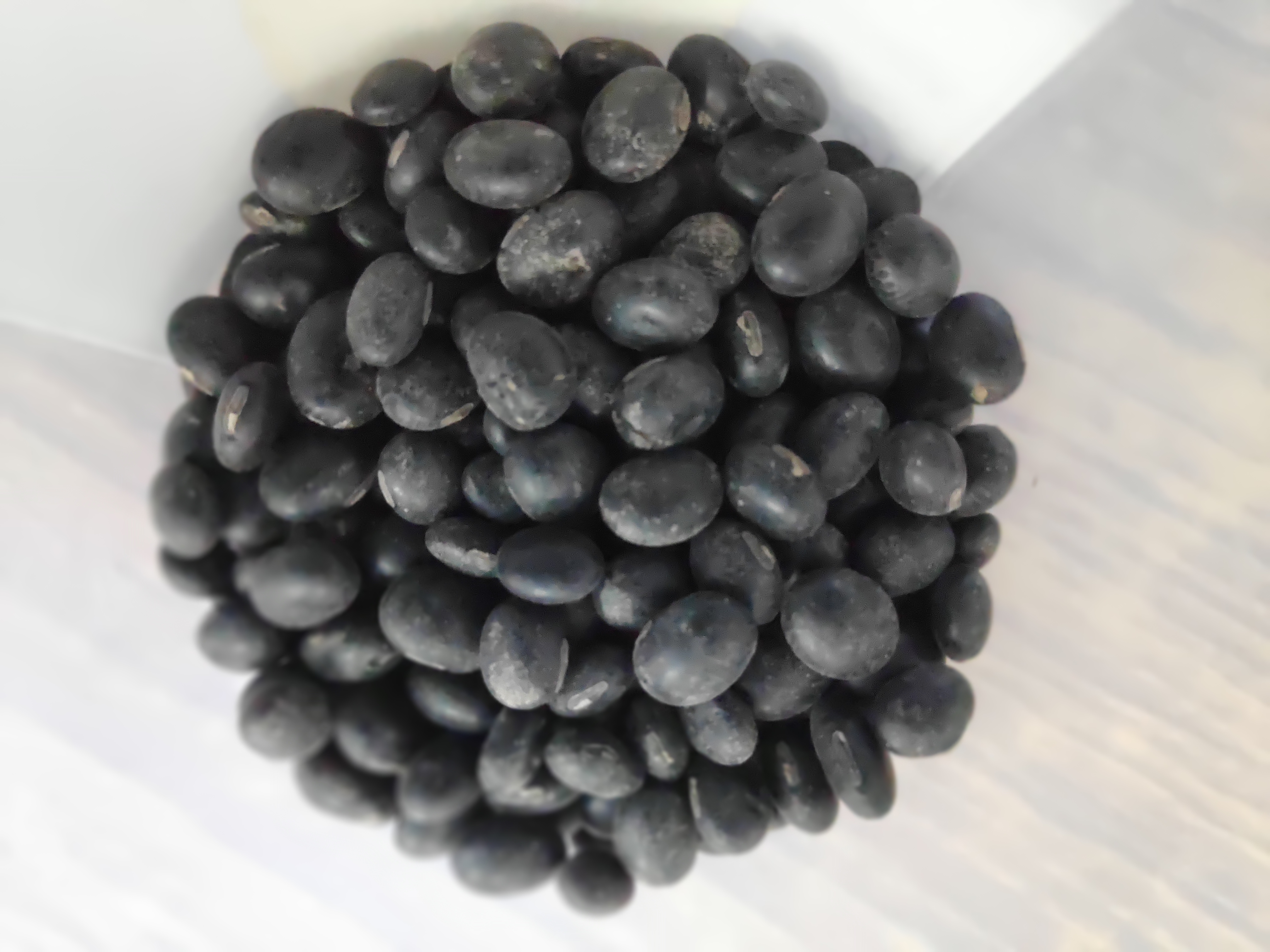
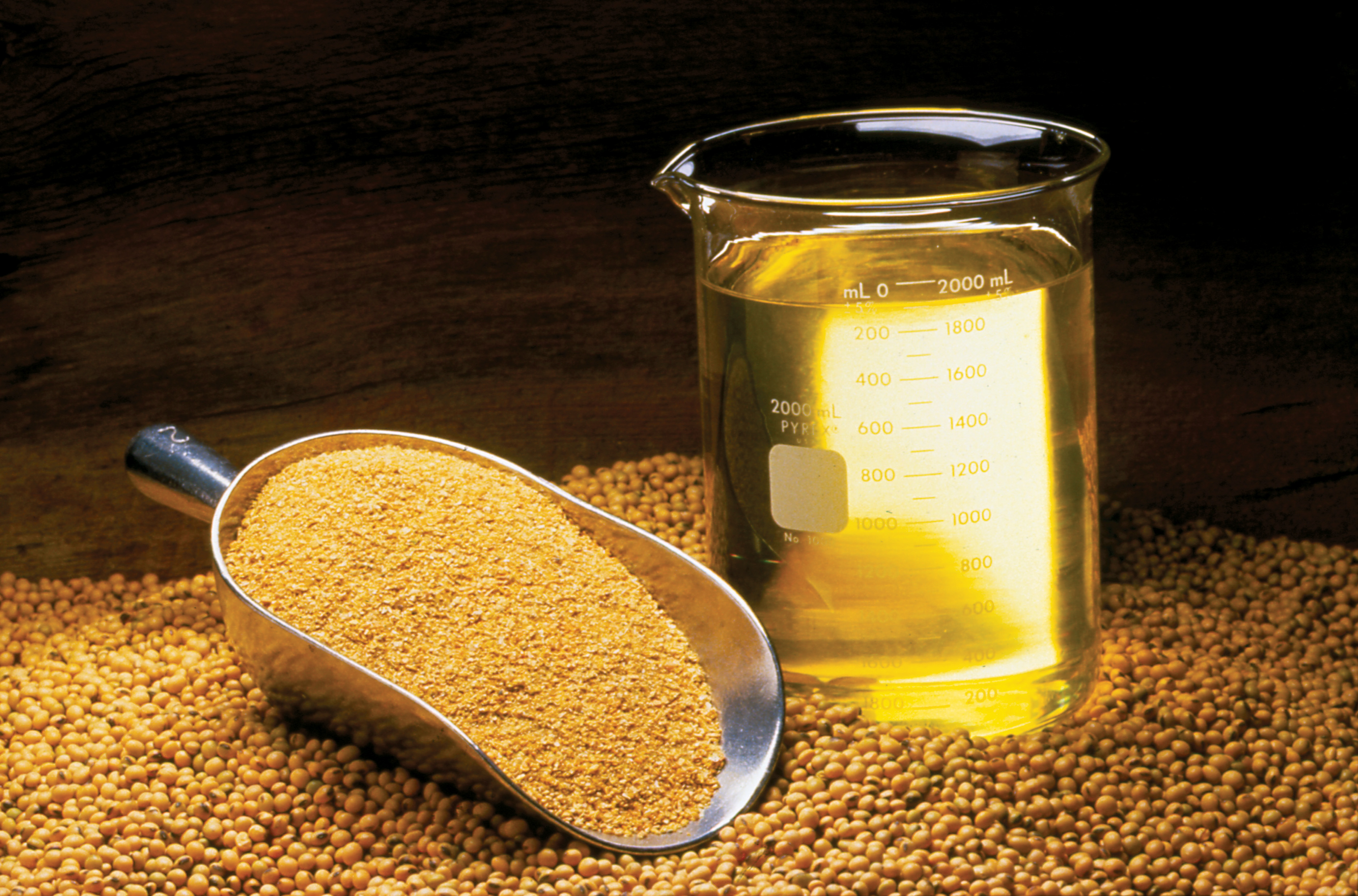
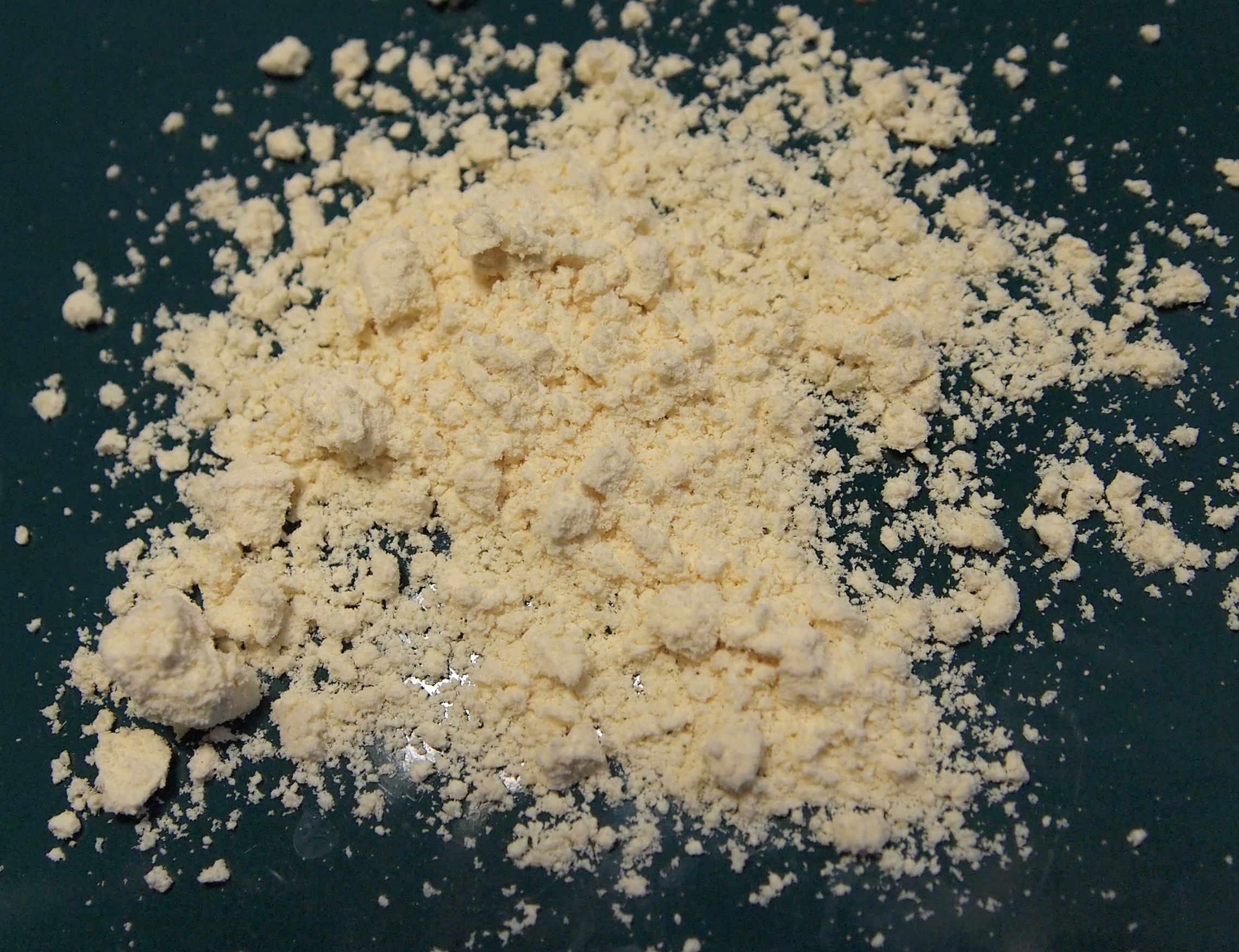